# Lupettiana piedra
Lupettiana piedra är en spindelart som beskrevs av Antonio D. Brescovit 1999. Lupettiana piedra ingår i släktet Lupettiana och familjen spökspindlar.
Artens utbredningsområde är Kuba. Inga underarter finns listade i Catalogue of Life.